# MG Metro 6R4
MG Metro 6R4 är en rallybil, tillverkad av den brittiska biltillverkaren Austin Rover Group mellan 1985 och 1986. 

## Bakgrund
British Leyland bytte namn till det mer neutrala Austin Rover Group och lanseringen av Minins tilltänkta efterträdare Mini Metro hade varit lyckad. Fler moderna Austin-modeller var under utveckling och i kulisserna pågick förhandlingar med japanska Honda som skulle leda fram till nya Rover-bilar. Man planerade att återuppliva märkesnamnet MG för Austins-Rovers bidrag till GTi-klassen. Företaget hade dessutom startat en motorsportsatsning och planer drogs upp för att bygga en rallybil av Metron.

## Utveckling
De första planerna innefattade bara att montera en större motor i Metron, men Audis framgångar med den fyrhjulsdrivna Ur-Quattron visade att det krävdes för att vara med i rallysporten. Austins-Rover saknade resurser att själva utföra så omfattande modifieringar och vände sig därför till formel 1-stallet WilliamsF1, där Austins-Rover var stor sponsor. Williams insåg att FIA:s grupp B-reglemente öppnade för mer radikala lösningar. Som drivkälla valdes en V6-motor på tre liter. Det var i grunden Rovers aluminium-V8 som berövats på två cylindrar. Motorn var alltför stor för att rymmas i Metrons ordinarie motorrum och därför placerades den mitt i bilen, bakom föraren. Växellådan konstruerades av Williams medan differentialerna var av Ferguson-modell. Under Metro-karossen fanns ett lätt rörramschassi. Bilen presenterades i maj 1985.
Austins-Rover körde ett begränsat antal tävlingar under 1986 för ytterligare utveckling och räknade med att satsa fullt ut säsongen 1987. Dessvärre inträffade flera svåra olyckor under 1986 och i slutet av säsongen förbjöds de spektakulära grupp-B-bilarna. Därmed avslutades också utvecklingen av Metro 6R4, men bilens motor kom senare till användning i sportvagnen Jaguar XJR och i superbilen Jaguar XJ220.

## Tekniska data
| Tekniska data               | MG Metro 6R4                                                          |
| --------------------------- | --------------------------------------------------------------------- |
| Motor:                      | Mittmonterad 90° 6-cylindrig V-motor                                  |
| Cylindervolym:              | 2991 cm³                                                              |
| Borrning x slaglängd:       | 92,0 x 75,0 mm                                                        |
| Max effekt vid varvtal:     | 410 hk vid 9 000 v/min                                                |
| Max vridmoment vid varvtal: | 370 Nm vid 6 500 v/min                                                |
| Ventilstyrning:             | Dubbla överliggande kamaxlar per cylinderrad, 4 ventiler per cylinder |
| Bränslesystem:              | Lucas bränsleinsprutning                                              |
| Växellåda:                  | 5-växlad manuell                                                      |
| Hjulupphängning:            | Undre tvärlänkar, MacPherson fjäderben, skruvfjädrar                  |
| Bromsar:                    | Ventilerade skivbromsar                                               |
| Chassi & kaross:            | Fackverksram med karosspaneler av stål och aluminium                  |
| Hjulbas:                    | 2391 mm                                                               |
| LxBxH:                      | 3330 x 1830 x 1650 mm                                                 |
| Torrvikt:                   | 1000 kg                                                               |

## Motorsport
Bilen gjorde tävlingsdebut i säsongens sista tävling 1985, Brittiska rallyt. Tony Pond slutade på en tredjeplats, vilket skulle bli bästa resultat i MG:s korta karriär i rally-VM. Under 1986 körde stallet bara säsongens tre sista deltävlingar. Bästa resultat blev en fjärdeplats för Malcolm Wilson i Sanremorallyt.
Efter rallykarriären blev Metron, som de flesta grupp B-bilarna, populär inom rallycross och kördes av bland andra Per Eklund.